# Championnats du monde d'escrime 1954
Navigation
Édition précédente Édition suivante
Les 10es championnats du monde d'escrime se déroulent à Luxembourg.

## Médaillés
| Épreuves           | Or | Argent | Bronze |
| ------------------ | --- | --- | --- |
| Épée               | | | |
| Hommes individuel  | Edoardo Mangiarotti | Carlo Pavesi | Franco Bertinetti |
| Hommes par équipes | Italie- Giorgio Anglesio - Franco Bertinetti - Giuseppe Delfino - Armando Dellantonio - Carlo Pavesi - Edoardo Mangiarotti | Suède- Per Carleson - Sven Fahlman - Carl Forssell - Bengt Ljungquist - Berndt-Otto Rehbinder - Nils Rydström            | France- Daniel Dagallier - Yves Dreyfus - Maurice Huet - Armand Mouyal - Jean-Pierre Muller - Claude Nigon           |
| Fleuret            | | | |
| Hommes individuel  | Christian d'Oriola | Edoardo Mangiarotti | Giancarlo Bergamini                                                                                                  |
| Hommes par équipes | Italie- Giancarlo Bergamini - Manlio Di Rosa - Roberto Ferrari - Edoardo Mangiarotti - Renzo Nostini - Antonio Spallino    | France- Claude Bancilhon - René Cintrat - Roger Closset - Christian d'Oriola - Claude Netter - Adrien Rommel             | Hongrie- Aladár Gerevich - József Gyuricza - József Marosi - Endre Palócz - Bertalan Szőcs - Endre Tilli             |
| Femmes individuel  | Karen Lachmann | Ilona Elek | Renée Garilhe |
| Femmes par équipes | Hongrie- Ilona Elek - Margit Elek - Katalin Kiss - Magdolna Nyári-Kovács - Zsuzsanna Morvay - Magda Zsabka                 | Italie- Irene Camber - Velleda Cesari - Bruna Colombetti - Vera Mantovani - Silvia Strukel                               | France- Kate Bernheim - Renée Garilhe - Françoise Gouny - Marguerite Lavagne - Françoise Mailliard - Régine Veronnet |
| Sabre              | | | |
| Hommes individuel  | Rudolf Karpati | Pál Kovács | Tibor Berczelly |
| Hommes par équipes | Hongrie- Tibor Berczelly - Aladár Gerevich - Rudolf Kárpáti - Pál Kovács - Dániel Magay - Bertalan Papp                    | Pologne- Jerzy Pawłowski - Wojciech Zabłocki - Zygmunt Pawlas - Jerzy Twardokens - Andrzej Piątkowski - Marian Kuszewski | France- Jean Brousse - Jacques Lefèvre - Jean Levavasseur - Bernard Morel - Jacques Roulot - Jean-François Tournon   |

## Tableau des médailles
| Rang | Nation   | Or | Argent | Bronze | Total |
| ---- | -------- | -- | ------ | ------ | ----- |
| 1    | Italie   | 3  | 3      | 2      | 8     |
| 2    | Hongrie  | 3  | 2      | 2      | 7     |
| 3    | France   | 1  | 1      | 4      | 6     |
| 4    | Danemark | 1  | 0      | 0      | 1     |
| 5    | Suède    | 0  | 1      | 0      | 1     |
| 6    | Pologne  | 0  | 1      | 0      | 1     |